# Maria Schneider (attrice)
Maria Hélène Schneider (Parigi, 27 marzo 1952 – Parigi, 3 febbraio 2011) è stata un'attrice francese.

## Biografia
Nacque a Parigi il 27 marzo 1952, figlia illegittima dell'attore francese Daniel Gélin e di Marie-Christine Schneider, una tedesca di Romania, proprietaria di una libreria a Parigi. Il padre, durante il periodo della relazione intrattenuta con la madre della Schneider (che al tempo si manteneva come modella), era sposato con l'attrice Danièle Delorme e, pertanto, non ne riconobbe la paternità; l'attrice, cresciuta dunque dalla madre presso una piccola città non molto distante dal confine con la Germania, verrà a conoscenza dell'identità del padre solamente durante l'adolescenza. Esordì in teatro non ancora quattordicenne, senza aver mai ricevuto lezioni di recitazione. Nel 1969 esordì sul grande schermo con una piccola parte in L'albero di Natale (1969) di Terence Young e, l'anno successivo, apparve in Madly, il piacere dell'uomo (1970) con Alain Delon.

Maria Schneider in Ultimo tango a Parigi (1972)

L'affermazione giunse con Ultimo tango a Parigi, film di Bernardo Bertolucci che le regalò una fama mondiale facendola entrare nella storia del cinema a soli 20 anni. È su questo set che, nel 1972, dovette girare una cruda scena di violenza sessuale - sebbene fittizia - e destinata a diventare fra le più famose nella storia del cinema. Seppure prevista nella sceneggiatura e sottoscritta dagli interpreti nel contratto, non era però specificata nel dettaglio. Fu aggiunta nel copione in estemporanea su suggerimento dell'attore protagonista e approvata prontamente dal regista Bertolucci, senza consultare l'attrice. A distanza di anni, in un'intervista concessa a un giornale inglese, ella dichiarò di essersi sentita "quasi violentata" e di aver subito un forte choc emotivo dovuto all'umiliazione alla quale dovette sottostare. Subito dopo il successo di Ultimo tango a Parigi, la Schneider dichiarò ai media la sua bisessualità.
Nel 1973 interpretò la misteriosa amante di Jack Nicholson in Professione: reporter, film di Michelangelo Antonioni, che uscì nel 1975.     Nei primi mesi del 1976, durante le riprese di Caligola, venne licenziata dalla produzione per il suo rifiuto di girare scene di nudo. Il licenziamento le provocò una crisi nervosa che la costrinse al ricovero in un ospedale psichiatrico a Roma. In quell'occasione venne sostituita dall'attrice Teresa Ann Savoy.
Il 1979 fu per la Schneider un anno turbolento, segnato dalla tossicodipendenza, da un'overdose e da un conseguente tentativo di suicidio. La Schneider ammise che la sua tossicodipendenza da eroina fu causata dall'immagine che Bertolucci le aveva fatto assumere, suo malgrado, in Ultimo tango a Parigi. Nel 1980, dopo un lungo periodo di riabilitazione, tornò alle scene cinematografiche e teatrali. Nel 1996 produsse un disco-tributo a Lucio Battisti dal titolo Señor Battisti, di cui fu anche interprete insieme a Cristiano Malgioglio, suo amico.
Nel 2022 l'artista statunitense Elisabeth Subrin realizza un progetto cinematografico dedicato all'attrice, Maria Schneider, 1983. Si tratta di un film per la cui realizzazione la regista ha intervistato familiari e molti degli amici più vicini alla Schneider, nonché consultato archivi che la riguardano. Su Cahiers du cinéma Raphaël Nieuwjaer, terminando l'articolo dedicato alla regista americana, invitata d'onore della 13ª edizione di Champs-Élysées Film Festival tenuto a Parigi dal 18 al 25 giugno 2024, si augura che il cinema di Subrin possa offrire all'anima ferita di Maria Schneider un nuovo rifugio.

## Vita privata
Morì il 3 febbraio 2011, a 58 anni, a causa di un tumore al polmone. Il suo funerale si tenne il 10 febbraio presso la chiesa di Saint-Roch, a Parigi, alla presenza di attori, registi e produttori del cinema francese (come Dominique Besnehard, Bertrand Blier, Christine Boisson, Claudia Cardinale, Alain Delon e Andréa Ferréol), nonché della sua compagna Maria Pia Almadio e dei fratellastri Fiona e Manuel Gélin. Delon lesse un tributo di Brigitte Bardot.
 La Schneider fu poi cremata al crematorio del Père Lachaise e le sue ceneri disperse in mare ai piedi della Rocher de la Vierge a Biarritz, secondo i suoi ultimi desideri. Era inoltre sorellastra dell'attore Xavier Gélin, anch'egli morto di tumore nel 1999.

## Filmografia

Maria Schneider con Marlon Brando in Ultimo tango a Parigi (1972)

### Cinema
- L'albero di Natale (L'arbre de Noel), regia di Terence Young (1969)
- Les femmes, regia di Jean Aurel (1969)
- Madly, il piacere dell'uomo (Madly), regia di Roger Kahane (1970)
- Week-end proibito di una famiglia quasi perbene (Les jambes en l'air), regia di Jean Dewever (1971)
- La tardona (La vieille fille), regia di Jean-Pierre Blanc (1972)
- Un corpo da possedere (Hellé), regia di Roger Vadim (1972)
- What a Flash!, regia di Jean-Michel Barjol (1972)
- Ultimo tango a Parigi, regia di Bernardo Bertolucci (1972)
- Reigen, regia di Otto Schenk (1973)
- Cari genitori, regia di Enrico Maria Salerno (1973)
- Professione: reporter, regia di Michelangelo Antonioni (1975)
- Baby Sitter - Un maledetto pasticcio (La baby sitter), regia di René Clément (1975)
- Violanta, regia di Daniel Schmid (1977)
- Voyage au jardin des morts, regia di Philippe Garrel (1978) - Corto
- Io sono mia, regia di Sofia Scandurra (1978)
- Una donna come Eva (Een vrouw als Eva), regia di Nouchka van Brakel (1979)
- La dérobade - Vita e rabbia di una prostituta parigina (La dérobade), regia di Daniel Duval (1979)
- Weisse Reise, regia di Werner Schroeter (1980)
- Hainé, regia di Dominique Goult (1980)
- Mamma Dracula (Mama Dracula), regia di Boris Szulzinger (1980)
- La chanson du mal aimé, regia di Claude Weisz (1981)
- Sezona mira u Parizu, regia di Predrag Golubovic (1981)
- Merry-Go-Round, regia di Jacques Rivette (1981)
- Cercasi Gesù, regia di Luigi Comencini (1982)
- Balles perdues, regia di Jean-Louis Comolli (1983)
- Yoroppa tokkyu, regia di Yutaka Ohara (1984)
- Chi custodisce il custode? (Résidence surveillée), regia di Frederic Compain (1987)
- Bunker Palace Hôtel, regia di Enki Bilal (1989)
- Schermi di sabbia (Ecrans de sable), regia di Randa Chahal Sabag (1991)
- Au pays des Juliets, regia di Mehdi Charef (1992)
- Notti selvagge (Le Nuits fauves), regia di Cyril Collard (1992)
- Jane Eyre, regia di Franco Zeffirelli (1996)
- Qualcosa in cui credere (Something to Believe In), regia di Joan Hough (1998)
- Actors (Les Acteurs), regia di Bertrand Blier (2000)
- La Repentie, regia di Laetitia Masson (2002)
- Au large de Bad Ragaz, regia di François-Christophe Marzal (2004)
- Perds pas la boule!, regia di Maria Pia Crapanzano (2006) - Corto
- Quale amore, regia di Maurizio Sciarra (2006)
- La vie d'artiste, regia di Marc Fitoussi (2007)
- La clef, regia di Guillaume Nicloux (2007)
- Cliente, regia di Josiane Balasko (2008)

### Televisione
- Buio nella valle, regia di Giuseppe Fina – miniserie TV (1984)
- A Song for Europe, regia di John Goldschmidt – film TV (1985)
- L'or noir de Lornac – serie TV (1987)
- Silvia è sola, regia di Silvio Maestranzi – film TV (1988)
- Controle d'identité, regia di Peter Kassovitz – film TV (1993)
- Commissario Navarro – serie TV, 1 episodio (1995)
- Angelo nero, regia di Roberto Rocco – miniserie TV (1998)
- Il cuore e la spada, regia di Fabrizio Costa – film TV (1998)
- Il commissario Maigret – serie TV, 1 episodio (2004)
- A.D. La guerre de l'ombre – serie TV, 2 episodi (2008)

## Riconoscimenti
- David di Donatello
  - 1973 – David speciale per Ultimo tango a Parigi

- Premio César
  - 1980 – Candidatura alla miglior attrice non protagonista per La dérobade - Vita e rabbia di una prostituta parigina

- National Society of Film Critics
  - 1973 – Candidatura alla miglior attrice protagonista per Ultimo tango a Parigi

## Doppiatrici italiane
- Maria Pia Di Meo in Ultimo tango a Parigi
- Flaminia Jandolo in Cari genitori
- Angiola Baggi in Professione: reporter
- Cinzia De Carolis in Angelo nero

## Discografia

### Singoli
- 1996 – De nuevo tu (Rmx) (Dig It International, NLX 172, 12") con Cristiano Malgioglio

### Collaborazioni
- 1996 – Cristiano Malgioglio Señor Battisti (Sony, CD)
- 1998 – Cristiano Malgioglio Canta Battisti (remix) (Duck Gold, CD)